# راچستر (ماساچوست)
راچستر (به انگلیسی: Rochester) شهرکی در شهرستان پلیموت ایالت ماساچوست می‌باشد که در سال ۱۶۸۶ بنیان‌گذاری شده‌است. این شهرک در سرشماری سال ۲۰۱۰ میلادی، ۵٬۲۳۲ نفر جمعیت داشته‌است.